# پاک سونگ-چول (بازیکن فوتبال، زاده ۱۹۸۷)
پاک سونگ-چول (انگلیسی: Pak Song-chol؛ زادهٔ ۲۴ سپتامبر ۱۹۸۷) یک بازیکن فوتبال اهل کره شمالی است.
وی همچنین در تیم ملی فوتبال کره شمالی سابقه ۳۲ بازی و ۱۰ گل ملی دارد.